# Carex capitellata
Carex capitellata là một loài thực vật có hoa trong họ Cói. Loài này được Boiss. & Balansa mô tả khoa học đầu tiên năm 1882.